# Pachymerium serratum
Pachymerium serratum är en mångfotingart som beskrevs av Karl Wilhelm Verhoeff 1943. Pachymerium serratum ingår i släktet Pachymerium och familjen storjordkrypare.
Artens utbredningsområde är Turkiet. Inga underarter finns listade i Catalogue of Life.